# Olympische Spiele 1896 (Briefmarkenserie)
Die Briefmarkenserie Olympische Spiele wurde am 6. April 1896 von der griechischen Post ELTA anlässlich der Olympischen Spiele 1896 herausgegeben.

## Geschichte
Ende des 19. Jahrhunderts war es üblich, sämtliche Briefmarken der Welt zu sammeln, andererseits wurden nur sehr wenige Briefmarken herausgegeben. Die beiden jungen Philatelisten Demetrios und Johannes Sacoraphos schlugen König Georg vor, eine Sonderbriefmarkenserie anlässlich der Olympischen Spiele herauszugeben, um damit die Spiele zu finanzieren. Bis dahin hatte es weltweit nur vereinzelt Sondermarken gegeben. Zur Ausgabe war ein Parlamentsbeschluss notwendig, der am 15. August 1895 erfolgte.
Entworfen wurden die Briefmarken von dem in Athen lebenden Schweizer Künstler Emile Gilliéron (1850–1924), der Kupferstich wurde vom französischen Kupferstecher Louis-Eugène Mouchon (1843–1914) ausgeführt, der sich auf Briefmarken spezialisiert hatte.
Die ersten Olympiabriefmarken sind zugleich die ältesten Sportbriefmarken überhaupt. Es wurden insgesamt 400.000 Drachmen eingenommen, von denen die Hälfte der Organisation der Spiele zugutekam. Dies deckte einen Großteil der Kosten, so dass später die Legende entstand, die Spiele hätten sich ausschließlich aus dem Verkauf von Briefmarken finanziert.
Anlässlich der Olympischen Zwischenspiele 1906 wurde erneut eine Briefmarkenserie herausgegeben, die an den Erfolg der vorherigen anknüpfen konnte.

## Liste der Marken
| Bild | Werte       | Motiv                          | Auflage   | Michel-Katalog-Nummer |
| ---- | ----------- | ------------------------------ | --------- | --------------------- |
|      | 1 Lepton    | Faustkämpfer                   | 4.000.000 | 96                    |
|      | 2 Lepta     | Faustkämpfer                   | 3.000.000 | 97                    |
|      | 5 Lepta     | Diskuswerfer                   | 3.000.000 | 98                    |
|      | 10 Lepta    | Diskuswerfer                   | 2.000.000 | 99                    |
|      | 20 Lepta    | Vasendarstellung Pallas Athene | 4.000.000 | 100                   |
|      | 25 Lepta    | Quadriga                       | 2.033.670 | 101                   |
|      | 40 Lepta    | Vasendarstellung Pallas Athene | 153.360   | 102                   |
|      | 60 Lepta    | Quadriga                       | 23.760    | 103                   |
|      | 1 Drachme   | Akropolis mit Stadion          | 221.250   | 104                   |
|      | 2 Drachmen  | Götterbote Hermes              | 157.800   | 105                   |
|      | 5 Drachmen  | Siegesgöttin Nike              | 107.106   | 106                   |
|      | 10 Drachmen | Akropolis von Athen            | 52.200    | 107                   |

Fünf Briefmarken wurden mit einem roten Aufdruck versehen am 22. Dezember 1900 ohne speziellen Anlass neu herausgegeben. Es handelt sich um die Werte 40L. (nun 25 L.), 1 Dr. (nun 5 L.), 2 Dr. (nun 50 L), 5 Dr. (nun 1 Dr.), 10 Dr. (nun 2 Dr.). Aufgrund der niedrigeren Werte ist anzunehmen, dass größere Posten von unverkauften Briefmarken dabei verwertet wurden.